# 杜氏
杜氏（とうじ、とじ）とは、日本酒の醸造工程を行う職人、およびその集団や統率者を指す。

## 名称の由来
刀自説
現在のところ最有力説。杜氏は元々、刀自（）という文字が宛がわれていた。刀自とは、日本古語では戸主（）といい、家事一般をとりしきる主婦のことを指し、働く男を指したという刀禰（）の対語にあたる。東南アジア各地には、煮た穀物を口で唾液と共に噛み潰し、空気中から野生酵母を取り込んで発酵させて酒を造る、いわゆる口噛みの酒という原始的な醸造法が広く存在した。初期の日本酒もその一種であったことが『大隅国風土記』にうかがえる（参照:日本酒の歴史-上古時代）。こうした製法の時代に、酒造りは女性の仕事であったと考えられている。やがて朝廷の造酒司（）において酒が造られていた飛鳥時代以降にも、酒部にはまだ女性も含まれていたが、時代を下るにつれ酒造りは次第に男性の仕事になっていった。それでも職名には「とじ」の音だけが受け継がれたとする説である。
杜康説
古代中国では儀狄（）と杜康（とこう）という酒の神がおり、後者に由来して良い酒を造った者に杜康という氏を授けたことに由来するとする説である。日本の京都にある東寺に伝わる『東寺執行日記』にもこれを裏づけるように読める記述がある。
綜合説
上記「刀自説」と「杜康説」を綜合したもの。音としては刀自（）を継ぎ、杜康の字をそれに宛てるようになったとする説である。
社司説
神社でお神酒（みき）を造る人という原義から由来するとする説。時代の推移のなかで、「社」は「杜」、「司」は「氏」へ変換されたとされる。
頭司説
酒造りチームの一党を率いるリーダーという意味の「頭司」（とうじ）が起源だとする説。現在でも「杜氏」を「頭司」と書く酒蔵もある。
陶師説
記述は存在するが由来は解説されていない。
藤次説
記述は存在するが由来は解説されていない。

## 歴史

### 平安時代以前
日本酒醸造は上代以前にまで遡る長い歴史がある。その頃は上記「刀自説」にあるように、各集落の女性が酒を造る役割を負っていた。
時代が下ってくると朝廷による酒造りが営まれるようになり、飛鳥時代には朝廷に造酒司（みきのつかさ）という部署が設けられた。そこでは酒部（さかべ）と呼ばれる、今でいうなら国家公務員のような地位を与えられた専門職が酒造りを担当していた。しかし同じ醸造技術者ではあっても、流派ごとの技法の違いや、集団としての制度などを考えると、後世の杜氏の直接的起源とは言いがたい。

### 鎌倉・室町・安土桃山時代
酒造りの舞台は朝廷から仏教寺院へと移り、醸造についての専門知識を備えた僧たちが僧坊酒を造るようになった。この僧たちは造酒司の酒部とは異なり、菩提酛に代表されるようなそれぞれの寺院の味や造り方を分化させていったため、のちの杜氏集団の流派の原型と見ることもできるが、集団としての制度など考えると、後世の杜氏とは直接的なつながりはない。
やがて、酒部の子孫を自称する人々や、その遠縁にあたる者などが、朝廷や寺院とは関係のないところで酒を造り始めた。このような、今日でいう「民間」の醸造技術者のことを酒師（さかし）といい、また酒を造り販売した店を造り酒屋（あるいは単に「酒屋」とも。区別については「酒屋を参照）という。
鎌倉時代や室町時代には、京には造り酒屋が隆盛し、京の以外の地方でも他所酒（よそざけ）といって、越前の豊原酒（ほうげんざけ）、加賀の宮越酒（みやこしざけ）、伊豆の江川酒（えがわざけ）など、現在の地酒の原型となる地方色豊かな銘酒が造られていた。しかしながら、彼ら酒師たちは、後世の杜氏集団ほど階級化・組織化されておらず、むしろ酒造りの仕事は、上下に階級化されるよりも、水平に幅広く分業化されていた。
文安の麹騒動（1444年）以前は、現在では完全に杜氏集団のなかの仕事である麹造りについても、まだ酒造りの職人集団の仕事ではなく、造り酒屋の仕事ですらなかった。なぜなら、それは麹屋という、麹造りを生業とする別の業界の店へ外部発注に出していたからである。したがって、後の杜氏集団の中における麹師（もしくは麹屋などとも）の役職は、この頃は杜氏集団に属していなかった。
江戸時代に入ってからもしばらくは、地方によっては江戸時代後期まで、中央から招いた醸造技術者に対しては「杜氏」よりも「酒師」「麹師」という呼称が一般的であった。

### 江戸時代
現在の杜氏や蔵人の制度の直接的な起源は江戸時代以降となる。杜氏の発生の前提として、まず日本酒の産業革命ともいうべき、鴻池善右衛門による大量仕込み樽の技法が慶長5年（1600年）に開発されたこと、さらに、幕藩体制が敷かれ、各地方において農民と領主の関係が固定したことの二つが挙げられる。
概して土地が乏しく夏場の耕作だけでは貧しかった地方の農民が、農閑期である冬に副収入を得るべく、配下に村の若者などを従えて、良い水が取れ酒造りを行なっている地域、いわゆる酒どころへ集団出稼ぎに行ったのが始まりである。
製法が四季醸造が寒造りへと移行していったため、宝暦4年（1754年）の勝手造り令以降、このような出稼ぎは増えて杜氏集団が形成されていった。勝手造り令により生産が拡大し、より多くの人手を欲している造り酒屋と、少しでも農閑期の現金収入を得たい農民との間で利害が一致したからである。出稼ぎの杜氏のなかにはその誠実な働きを認められて酒屋の当主と養子縁組した者、暖簾分け（のれんわけ）をしてもらった者、酒株を購入して自分の小さな造り酒屋を開いた者もいる。
北陸や東北地方の諸藩では、領民の貧窮を救済するために、摂泉十二郷や灘五郷など酒造りの先進地域から酒師（さかし）や麹師（こうじし）といった技術者を藩費で招聘し、御膳酒などを造らせ、その醸造の現場へ地元の農民を派遣して技能を習得させ、やがては領民だけの力で藩造酒（はんぞうしゅ）の生産が可能になるよう図った。杜氏集団のなかでは南部杜氏などがこのパターンにあたる。さらに、領民の間から醸造技能に優れた者が輩出すると、大坂の蔵屋敷などを通して先進地域への出稼ぎ先を斡旋したりと、藩をあげて杜氏集団と蔵元地域とのつながりを強化しようとしたところも多い。
銘醸地の聞こえ高い灘も、元々は農業だけでは生活できない貧しい村々であったが、寛政年間あたりから灘酒の評判はつとに高まり、彼ら農民は高給を以って酒師として各地へ招聘されるようになった。これは灘からみれば一種の頭脳流出であった。灘酒の生産量の増大などによって、やがて灘のなかでは人手が不足し始め、これを補う形で播磨や丹波から出稼ぎ人が集められるようになった。なかでも丹波からの杜氏集団は灘の蔵元たちと深い関係を結ぶにいたり、天保年間（1830年 - 1844年）には灘の蔵元はほとんど丹波杜氏で占められるようになった。
各地の藩造酒は、幕府の酒造統制に翻弄され、それぞれ時代とともに衰滅や復活など多様な経緯をたどりながら江戸時代末期まで続いていくが、最終的にほとんどの藩造酒は藩の財政逼迫を救うほどには成功はしなかった。
それでも、今日までに各地で微妙に造りと味が異なる流派が形成された事実に鑑みるに、会津藩から会津杜氏、秋田藩から山内杜氏、南部藩から南部杜氏が出たように、当時の藩のバックアップが結果的に二百年近くの歳月を隔てて現代に実を結んでいることになる。
各地の杜氏集団のうち、南部杜氏、越後杜氏、丹波杜氏を「日本三大杜氏」と呼ぶこともある。

### 明治時代以後
明治時代に政府が醸造業の近代化を図ると、杜氏集団もそれに見合うように組織を改編していった。酒蔵が多い地方には、杜氏集団の出先機関のようなものを設置し、杜氏の空きのポストが出ると、すぐに同じ流派から次の杜氏が入って、その蔵の酒造りが途絶えないように、そして、その蔵の味が変わらないように斡旋や仲介を施した。
また、それぞれの杜氏集団も杜氏組合を設立し、雇用の安定や情報交換の場を持つようになった。
日本が近隣諸国に植民地を拡大した昭和初期には、いわゆる外地（本土以外の地域）で日本酒を製造できる人材の需要が非常に高く、多くの流派はそういう地へ杜氏や蔵人を派遣した。特に杜氏は人的需要が間に合わず、出張という形で各地の酒蔵を転々とし、現地の人材を指導して回ったりしていた。朝鮮、満州、台湾が主な行き先であったが、遠くシンガポールやブラジルにも派遣された。
杜氏になるには、飯焚（かしき / ままたき / めしたき）から始め、全工程に習熟するまで数十年を要したが、その仕事の内容にふさわしい敬意を払われ、収入面でも恵まれ、「杜氏になれば御殿が建つ」などと言われた。このため第二次世界大戦前の貧しい農漁村では青少年たちは競って杜氏を志した。手がけた酒の評判が高まれば、どんどん恵まれた環境への引き抜きがあるが、失敗すれば翌年の契約はされないという厳しい実力主義の世界であった。ちょうど現代の起業家のような側面を持っていたといえる。
しかしこのような昭和初期の隆盛が、ひいては後の戦中戦後の災禍により、多くの人材が本土の内外で失われる悲しい結果を生んだともいえる。戦後に日本酒業界の復興が他のアルコール飲料業界に比べて遅れた一因として、このときの人的損失が深く響いていた（参照:昭和時代中期）。
日本酒の長期的な消費低迷により、杜氏の数も劇的に減少したが、1980年代以降、若者で改めて日本酒文化を見直し杜氏になろうとする人が増えてきている。また流派ごとに専門学校や訓練所を創設したり、菊姫合資会社（石川県）による酒マイスター制度のように、蔵単位で後継者の育成に励んだりしているところもある。
旭酒造では杜氏の経験と勘を数値化し、管理を自動化することで杜氏を雇用せずに醸造を行っている。

## 杜氏集団
それぞれの杜氏集団が、一つの流派を形成し、その集団ならではの奥義を持っている。当然ながらそういう情報は、流派から外へ伝授することは許されていない。しかし昔と比較するならば、杜氏集団・流派ごとの垣根はゆるやかに低いものになってきている。
これには一つとして、特定の流派の味を造るメカニズムが少しずつ科学的に解明されてきたから、という理由がある。しかし、熟達した飲み手（消費者）の官能に訴えるきわめてデリケートな味や香りは、まだ多くの部分が原因と結果に関して科学的解明がなされていないのもまた事実である。
またもう一つには、日本酒業界全体が長期低迷に陥っており、後継者もおらず、小さな流派では杜氏集団そのものが絶滅しかかっている、あるいはすでに絶滅してしまったところも多く、酒造関係者内部で流派にこだわっているだけの余裕がなくなった、という苦々しい事情もある。

### 杜氏集団の役割
杜氏集団は、たいてい杜氏組合を組織しているが、それは単に杜氏が名簿として登録してあるというだけではなく、同じ杜氏集団内部での酒の品評会や講習会を催し、互いの腕を競い合う切磋琢磨の場でもある。また情報交換のネットワークとしても貴重な存在である。今日では雇用保険や労務管理、後継者の育成なども、その重要な仕事となっている。なお独自の福利厚生事業として独立行政法人勤労者退職金共済機構が行っている「清酒製造業退職金共済（清退共）」があり、蔵元側が機構と契約することで杜氏たちの退職金が支払われる仕組みがある。

### 蔵元との関係
伝統的には、杜氏は完全な請負業であった。杜氏は蔵元からその年の酒造りを全責任を任されて請け負うのである。配下にどういう蔵人を従えるかに関して杜氏は全面的な権力と責任を持ち、蔵元は口をはさまない。よって、蔵元と杜氏の間、杜氏と蔵人たちの間には、まったく別の労使契約が交わされていたわけである。
蔵元と杜氏集団との関係は、通常は何代にもわたって築かれてきたものである。ゆえに、たとえば一人の杜氏が引退しても、その蔵の味、蔵の個性を守るために、同じ流派、杜氏集団から次の杜氏を迎えることが、伝統的な酒蔵においては通例である。
しかし、江戸時代に存在した、たとえば灘と丹波杜氏に見られるような、蔵元集団と杜氏集団の集団単位での深いつながりは、全国的にみると今日では珍しいものになっており、同じ町にある複数の酒蔵のあいだでも、迎え入れている杜氏の流派はまちまちであることが多い。
また、新しい世代の蔵元は、杜氏の流派にもこだわらず、前の杜氏が勇退したり辞職したりすると、とりあえず求職メディアに応募を出して、雇用条件の折り合う応募者ならば誰でも採用する、という人も多くなってきている。

#### 蔵元杜氏
蔵元は経営全体を取り仕切り、酒造りは出稼ぎの杜氏と蔵人に任せるのが造り酒屋の伝統的形態であったが、現代では、蔵元の経営陣や正社員が酒造りの責任者を務める「蔵元杜氏」が増えている。

### 杜氏集団の年間活動
伝統的な杜氏は、夏場は自分の村で農業を営んで、夏のあいだに蔵元が杜氏を村に訪ね、その秋から始まる醸造の計画を練る。秋に稲刈りが終わると、杜氏は自分の村の若い者や、近隣で腕に覚えのある者に声をかけて、その冬のためのいわば酒造りチームを組織するのである。当然、チームには何年も前から毎年加わっている者から、一年だけ臨時に加えられる者など多様な者が参加する。杜氏は彼らを秋に引率して蔵元へ連れていく。蔵元では酒造りが終わる春まで、約半年間寝起きをともにし、ときには夜を徹して作業にいそしむ。
多くの蔵では、毎年2月頃に甑倒し（こしきだおし）を行ない、その酒造年度の仕込みを完了する(皆造)。まだ熟成、出荷、鑑評会への出品など、気の抜けない工程は数々残っているものの、このときが一応、杜氏はじめ杜氏集団にとってほっと一息つける区切りの時となる。

### 杜氏集団の形態変化
上記のような伝統的な杜氏集団の有りようは、1980年代頃から急速に変化してきている。杜氏の数は年々減少しており、各杜氏集団は後継者不足に悩むようになった。流派によっては既に一つの独立した流派としては立ち行かないため、近隣の流派との合併を図ったところもある。
こうした背景には、現役の杜氏の高齢化とともに、以前は貧しい寒村であるがゆえに杜氏集団を輩出してきた地方が、農業や漁業だけでも暮らしていける社会になり、出稼ぎに行く必要がなくなったという時代的趨勢がある。また若者も、安定収入が得られる企業に就職を希望するようになり、かつての地方の青年が抱いていた「杜氏になれば御殿が建つ」といったイメージは、既に過去のものになりつつある。杜氏の出身地から遠く離れた土地では、蔵元が酒を造りたくても杜氏が確保できないという深刻な事態が起きている。
このような変化を受けて、蔵元の中には自らが杜氏を兼ねる杜氏兼蔵元またはオーナーマイスターなどという経営スタイルが生まれてきた。また、かつての立身出世のイメージではなく、衰退しつつある日本酒文化を守ろうといった動機から、多くの若い杜氏が生まれている。なかには一人蔵（ひとりぐら）といって生産･経営・営業など全て独りで行なう小規模精鋭主義の酒蔵も生まれている。
旧国名を冠した伝統的な杜氏流派とは別に、栃木県（旧下野国）では、栃木県酒造組合が試験を課して資格認証する「下野杜氏」制度を2006年に始めた。
また、1994年に和久井映見主演のテレビドラマ『夏子の酒』や1997年NHK連続ドラマ『甘辛しゃん』が放送されたことで、女性の醸造従事希望者が急増 して、女性の杜氏も多く誕生している。「全国女性蔵人の美酒を味わう夕べ」「蔵女性サミット」のように女性杜氏や女性蔵元ならではの蔵のネットワークも形成されてきている。
なお、かつては酒造りの場を女人禁制としていた酒蔵が多かったが、前述のように、古代において酒造りは女性が担っていた。湊洋志は、女人禁制は江戸時代以降の現象と推測している。
一方で、コンピュータ制御によるオートメーションで酒を生産している大手酒造メーカーなどでは、杜氏はこのコンピュータを監視する者だけで、酒造メーカーが短期で雇う雑用のアルバイトで配下の蔵人を賄う場合も増えてきている。

## 呼称と表現
杜氏や蔵人など酒造従業員は伝統的には酒屋者（さかやもん）と呼ばれていた。
半年ものあいだ、杜氏集団を指揮し続けるだけあって、杜氏は酒造りの技能に優れているだけではなく、部下の蔵人たち、ときには故郷に残してきたその家族たちまでも人間的に束ねていく統率力と包容力が要求される。そのため杜氏は、酒蔵では蔵元からも蔵人からも大きな尊敬の念を寄せられており、親方（おやかた）と尊称されるのが通例である。外部からの訪問者もこれに準じるのが礼節とされる。
社会的には、杜氏を表す語は、その杜氏の持つ酒造りの姿勢によって多様である。
たとえば造形を職業とする人のなかでも、他から決められた形を機械的に生産する職人タイプの人から、自らイメージしたコンセプトを具象化していく造形作家タイプの人までいるのと同じように、杜氏の世界も同じ「酒を造る」という行為に対する姿勢によってじつに多様である。
市場に送り出す工業製品として酒を生産する大手メーカーでは、杜氏を良くも悪くも製造技師としか捉えていないので、実際そのように呼んだり、製造部長もしくはチーフ・ブレンダーという肩書きを与えたりしている企業もある。
いっぽう、これはむしろ中小の酒蔵に多いが、日本酒を一つの文化もしくは工芸品と捉え、杜氏は「一人一芸、一杜一酒」と言われるほど独自な作品としての酒を造り上げていくものであるとの考えから、酒造作家（しゅぞうさっか）もしくは酒造家（しゅぞうか）と呼ばれることが多い。なお、酒造家という表現には、杜氏だけでなく、単なるビジネスライクな生産者に留まらないで、自らの酒造りを一つの理念や思想にまで昇華させているような蔵元も含まれる。
現在では、酒造りにかかわる者は全て酒造技能者と呼ばれているが、酒造技能検定において一級酒造技能士を持つ者が杜氏となっていることが多い。

## 組織と役職
蔵の規模が小さければ、以下の役職が全部揃うわけではなく兼職が多くなる。第二次大戦前までの基準でいうと、米1,000石を使う規模の酒蔵で必要な杜氏集団の人員は10名を目安とされたという。また、おおよその報酬の割合は、杜氏を100とすると、頭が50 - 60、上人が10、下人が6程度であった。これは翻って責任の大きさでもあった。
杜氏（とうじ）
酒蔵からの信任を受けて杜氏集団を組織・結成・統率する酒造りの最高責任者。桶算（おけざん）と呼ばれる、酒造りにかかわる様々な予算と収支の管理、醪の仕込み・醸造・安全の管理、蔵の管理など全てを請け負う。別項に詳しいように、蔵内では伝統的に親方と尊称されるが、現代では部長など様々な呼び名がある。
蔵元（くらもと）
酒蔵の所有者であり経営者で、資金や設備の調達と管理、製成酒の販売、営業など外向きの仕事をおこなう。野球にたとえるとチームのオーナーにあたる。しかし昨今は杜氏と兼任している場合が増えてきた。全ての酒蔵の業務を一人で行なっている小規模な蔵を一人蔵（ひとりぐら）という。
三役（さんやく）
杜氏の統率の下に部門別に工程を分担し、蔵人の直接指導をする責任者であり、中間管理職のような役割も負う。通例は頭（かしら）、麹屋（こうじや）、酛屋（もとや）のことを指す。しかし、流派や酒蔵によっては杜氏・頭・麹屋を三役と、また、三役そのものを三番（さんばん）と呼ぶ場合もある。
ただし、従来の杜氏集団のかたちが変化しつつある昨今、伝統的な三役がそろう蔵は減少しており、杜氏と蔵人のみ、あるいは杜氏と若い社員たちのグループで、あるいは杜氏と蔵元が兼任して酒造りをおこなう蔵が増えてきている。またその年々によって、そのあたりを柔軟に増減させている蔵もある。
三役の中では次のような役割分担がある。
- 頭（かしら）

杜氏の補佐役にして、蔵人の束ね役でもある。杜氏からの指令を伝達し、蔵人たちを調整し指揮する。野球でいえばヘッドコーチといったところといえよう。醪の仕込みや、仕込みのための水汲みを管轄することも多い。現代では副杜氏、次長と呼ばれることも多い。
- 麹屋（こうじや）

部下の蔵人を指揮して麹造りを担当する。麹にする蒸米の取り込み、麹室の仕事一切を行なう。野球でいえばピッチングコーチといったところ。麹師、大師というところもある。
- 酛屋（もとや）

部下の蔵人を指揮して酛造りを、また頭と連携して仕込みを担当する。野球でいえばバッティングコーチといったところ。酛廻り（もとまわり）、酛廻し、酛師というところもある。
釜屋（かまや）
蒸米（むしまい）を管轄。甑（こしき）蒸し、釜の焚きつけ、洗米、米量り、仕込み水汲みなど。破精込み具合を決定する工程として蒸しは非常に重要であり、通常は「一麹、二酛、三造り」と言われる酒造りの鉄則を「一に蒸し、二に蒸し、三に蒸し」と言い切る酒造家もいるくらいなので、釜屋は三役には入っていないが、たいへん責任あるポストであり、ゆえに相釜という助手を割り当てられる。
船頭（せんどう）
上槽（じょうそう）すなわち搾りを担当する。搾りに使う酒造具を槽（ふね）と呼ぶことから、船（ふね）とかけて、その長として船頭と呼ぶ。地方により異なる呼称がある。
相麹（あいこうじ）
麹屋の助手を務める。
相釜（あいがま）
釜屋の助手を務める。追廻し（おいまわし）ともいう。
炭屋（すみや）
濾過（ろか）を担当する。昔は活性炭濾過が盛んに行なわれていたので、少量の炭で効率よく濾過を行う専門家が必要であった。しかし、昨今は色のついた酒でも鑑評会で減点対象にはならなくなり、濾過の意味が根底から変わってきたので、つとに減少の傾向にある。
泡守（あわもり）
泡の見張りを担当する。昔は醪（もろみ）造りの最中に、醗酵のため泡が盛り上がってきて、ときには酒が樽から溢れ出ることがあり、それが起こると多量の仕込み酒が無駄になったので、徹夜でそれを見張る係が必要だった。しかし泡なし酵母が開発されてから、その心配はなくなり、近年では全くと言ってよいほど見られない。泡番（あわばん）ともいう。
道具廻し（どうぐまわし）
各種酒造用具の管理を担当する。道具の洗浄、水の運搬を行う。
蔵人（くろうど / くらびと）
もともと「くろうど」が正しい読み方である。杜氏の下で働く酒造労働者全般をさす。各部門の責任者の下で実際に作業をする上人、中人、下人など細かい階層に分かれている。かつては上下関係は良くも悪くも大変厳しかった。近年は、旧態依然たる上下関係はつとに薄れつつある。
- 上人（じょうびと）

主に桶洗い、水洗い、水汲み、道具の準備などを担当する。
- 中人（ちゅうびと）

主に水汲み、米洗い、蒸米運び、洗いものなどを担当する。
- 下人（したびと）

主に洗いもの、米洗い、水汲み、泡守などを担当する。人間国宝級の名杜氏も、出発点は大方この下人であった。
飯焚（かしき / ままたき / めしたき）
通常、最年少の見習いがこれに当てられる。掃除、皆の食事の世話一切、桶の見回り、麹屋手伝いをする。
越後杜氏の高浜春男によれば、蔵人の仕事を受け持つ順序（裏返せば杜氏への出世の順序）は洗い場→洗米→釜屋→船頭→酛屋→麹屋→頭→杜氏となっており、降格や逆戻りはない。もし降格に相当するときには引退しかなかった。

## 勤務形態
半纏（はんてん）、前掛け（まえかけ）、鉢巻（はちまき）が杜氏や蔵人の伝統的な作業服である。これらは、万が一、樽の呑口（のみくち）から栓が外れて酒が流れ出したりしたときに、咄嗟に鉢巻や前掛けを絞って呑口に突っ込み、流出を止めて大事故を食い止めるなどの実用性があったからだという。また半纏は、間違って熱湯などがかかってもすぐに脱げる服装であった。半纏と前掛けには蔵の名前が染め抜かれ、造り仕舞い（つくりじまい）のときなどに鯛の粉菓子や下駄などとともに新しい半纏と前掛けが蔵から贈られた。これらの風習は昭和40年代まで生き残っていた。
機械で製造・管理している大手の酒蔵では、杜氏は白衣など着るようになってきている。各工程に必ずしも熟練した杜氏を必要としないため、アルバイトのみで製造に当たっていることも多い。たとえば、全国的な酒造メーカーである月桂冠においては常勤の杜氏は1人だけである。
逆に機械化が進んでいない、手造り重視の年間数百石程度の酒蔵では、杜氏に頼る割合が大きくなるため、常勤の杜氏が多い傾向がある。
また以前のように、仕込みのある時期は睡眠時間もままならない過酷な作業環境を改善しつつも、製成される酒の質は落とさない、ということが現代の酒蔵の間では大きな問題である。それを解決する工夫を成功させた酒蔵が業界のなかではつとに評価を高めている。

## 各地の杜氏の流派

### 青森
津軽杜氏（つがるとうじ）
青森県弘前市周辺（津軽地方）を出身地とする。既に数名へ減少し、消滅の危機。

### 岩手
南部杜氏（なんぶとうじ）
現在、日本最大の杜氏集団。岩手県北上川流域を出身地、花巻市石鳥谷町を拠点とする。別項「南部杜氏」に詳しい。

### 秋田
山内杜氏（さんないとうじ）
秋田県横手市（旧・山内村）を出身地とする。現在では、秋田県全域の杜氏を「山内杜氏」と呼んでいる。

### 山形
庄内杜氏（しょうないとうじ）
山形県庄内地方を出身地とする。既に数名へ減少し、消滅の危機にある。

### 福島
会津杜氏（あいづとうじ）
福島県会津地方を出身地とする。一度は人数を減らし杜氏組合も解散したが、近年復活した。

### 新潟
越後杜氏（えちごとうじ）
新潟県（旧越後国）中南部を出身地とする。かつては日本最大の規模を誇った。現在でも、南部杜氏に次ぐ大きな杜氏集団。別項「越後杜氏」に詳しい。

### 長野
小谷杜氏（おたりとうじ）
長野県北安曇郡小谷村を出身地とする。現在10名強の杜氏が在住。
諏訪杜氏（すわとうじ）
長野県諏訪市周辺を出身地とする。現在10数名の杜氏が活躍。
飯山杜氏（いいやまとうじ）
長野県飯山市周辺を出身地とする。現在10名強の杜氏が在住。

### 静岡
志太杜氏（しだとうじ）
静岡県志太郡大井川町（現・焼津市）周辺。満寿一酒造のみが志太杜氏を採用していたが、2013年の杜氏の急逝により廃業し、完全に絶滅した。

### 石川
能登杜氏（のととうじ）
石川県珠洲市周辺。近年、独自な発展を遂げつつあり注目される杜氏集団。別項「能登杜氏」に詳しい。

### 福井
大野杜氏（おおのとうじ）
福井県大野市周辺。元々は精米が専門の精米杜氏の集団だった。消滅の危機にある。
越前糠杜氏（えちぜんぬかとうじ）
福井県南条郡南越前町糠地区。既に数名に減少し、消滅の危機。

### 京都
丹後杜氏（たんごとうじ）
京都府京丹後市丹後町。2005年（平成17年）に消滅した。

### 兵庫
丹波杜氏（たんばとうじ）
兵庫県丹波篠山市周辺を出身地とする。灘の蔵元たちが育て上げた杜氏集団。かつては大勢力であった。
南但杜氏（なんたんとうじ）
南丹杜氏とも。兵庫県養父市周辺。大正の頃誕生した最も新しい杜氏集団の一つ。消滅の危機にある。
但馬杜氏（たじまとうじ）
兵庫県美方郡香美町・新温泉町周辺を出身地とする。南部杜氏、越後杜氏に次ぐ勢力で、日本三大杜氏に数えられるが、近年の減少は著しい。
城崎杜氏（きのさきとうじ）
兵庫県豊岡市城崎町。人数も少なくなり、消滅の危機。

### 岡山
備中杜氏（びっちゅうとうじ）
岡山県笠岡市・浅口市周辺。人数も少なくなり、消滅の危機。

### 広島
広島杜氏（ひろしまとうじ）
広島県東広島市安芸津町周辺を出身地とする。中心地が安芸津町三津であることから、三津杜氏や安芸津杜氏ともいった。明治時代後期の軟水醸造法によって全国的に有名になった。

### 島根
石見杜氏（いわみとうじ）
島根県益田市・浜田市周辺。既に数名を数えるほどに減少。消滅の危機。
出雲杜氏（いずもとうじ）
島根県松江市周辺を出身地とする。松江市秋鹿町周辺の出身者を秋鹿杜氏といい、大阪の銘酒「秋鹿」はこれに由来している。

### 山口
大津杜氏（おおつとうじ）
山口県長門市周辺。人数も少なくなり、消滅の危機。
熊毛杜氏（くまげとうじ）
山口県周南市周辺。人数も少なくなり、消滅の危機。

### 高知
土佐杜氏（とさとうじ）
高知県南国市周辺を出身地とする。事実上消滅したともいえるが、現在は高知全域の酒蔵の杜氏たちが支えている。

### 愛媛
越智杜氏（おちとうじ）
愛媛県今治市・越智郡の島々。人数も少なくなり、消滅の危機。
伊方杜氏（いかたとうじ）
愛媛県西宇和郡伊方町（伊方半島の突端）を出身地とする。消滅寸前。

### 福岡
芥屋杜氏
福岡県糸島市芥屋（けや）地区。半農半漁の貧しい地域であったため「冬は男がいない」と言われるほど杜氏としての出稼ぎが多く、最盛期の1960年代には30人以上が200人余りの蔵人を率いて、福岡県や佐賀県の蔵元に住み込んで酒造りを担っていた。最後の芥屋杜氏が、勤務していた市内の白糸酒造で引退を表明しており、同社は「蔵元杜氏」の下、センサーやコンピューターを併用した酒造りに切り替えを進めてきている。
筑後杜氏（ちくごとうじ）
福岡県久留米市・柳川市周辺を出身地とする。
三潴杜氏
筑後杜氏の支流。
柳川杜氏（やながわとうじ）
筑後杜氏の支流。
久留米杜氏（くるめとうじ）

### 佐賀
肥前杜氏（ひぜんとうじ）
佐賀県唐津市肥前町周辺。人数も少なくなり、消滅の危機。

### 長崎
平戸杜氏（ひらどとうじ）
長崎県平戸市周辺の島々。かつては、島ごとに平戸杜氏、生月杜氏と呼んだ。
生月杜氏（いきつきとうじ）
平戸杜氏の支流。生月島を拠点とする。
小値賀杜氏（おぢかとうじ）
長崎県北松浦郡小値賀町。五島列島の杜氏集団。既に人数が減り、消滅の危機。

## 納豆食の禁忌
納豆菌が麹米に繁殖すると、「スベリ麹」と呼ばれるヌルヌルした納豆のような麹になるので杜氏は仕込みの時期に納豆は食さない。